# Stephen Miran
Stephen Ira Miran es un economista estadounidense. Es estratega senior en Hudson Bay Capital Management, cofundador de la firma de gestión de activos Amberwave Partners y miembro adjunto del Manhattan Institute. En diciembre de 2024, el presidente electo Donald Trump nombró a Miran como su nominado para presidente del Consejo de Asesores Económicos.

## Primeros años y educación
Miran se graduó de la Universidad de Boston en 2005, donde estudió economía, filosofía y matemáticas. Obtuvo un Doctorado en Filosofía (PhD) en economía en la Universidad de Harvard en 2010, donde fue estudiante de Martin Feldstein.

## Carrera

### Asesor principal del Tesoro
Miran se desempeñó como asesor de política económica para el Departamento del Tesoro de los Estados Unidos de 2020 a 2021, durante el mandato de Steven Mnuchin como secretario del Tesoro.

### Empresas privadas
Miran es estratega senior en Hudson Bay Capital Management.

### Presidente del Consejo de Asesores Económicos
El 22 de diciembre de 2024, el presidente electo Donald Trump nombró a Miran como su nominado para presidente del Consejo de Asesores Económicos.

## Opiniones económicas
Miran fue crítico con la recomendación del presidente de la Reserva Federal, Jerome Powell, de un paquete de estímulo importante en 2020.
En julio de 2024, Miran coescribió un artículo con el economista iraní-estadounidense Nouriel Roubini acusando al Departamento del Tesoro de los Estados Unidos de reducir la proporción de notas y bonos a largo plazo, lo que provocó la disminución de los rendimientos y la prolongación de la inflación.